# Alenka Bikar
Alenka Bikar (née le 7 janvier 1974 à Ljubljana) est une athlète spécialiste du sprint, et une femme politique slovène.

## Biographie
Alenka Bikar participe à trois reprises, en 1996, 2000 et 2004, aux Jeux olympiques. 
Elle est désignée en Slovénie, athlète féminine de l'année 2001. 
Bikar remporte l'épreuve du 200 mètres aux Jeux Méditerranéens de 2005.
En avril 2012, Alenka Bikar, représentant le parti Slovénie positive, fait son entrée à l'Assemblée nationale de Slovénie en remplacement de Zoran Janković, réélu à la mairie de Ljubljana.

### Palmarès
| Date | Compétition                    | Lieu      | Résultat | Épreuve | Performance |
| ---- | ------------------------------ | --------- | -------- | ------- | ----------- |
| 1996 | Championnats d'Europe en salle | Stockholm | 5e       | 60 m    | 7 s 32      |
| 1996 | Championnats d'Europe en salle | Stockholm | 4e       | 200 m   | 23 s 68     |
| 1997 | Jeux méditerranéens            | Bari      | 3e       | 200 m   | 22 s 95     |
| 2000 | Championnats d'Europe en salle | Gand      | 5e       | 60 m    | 7 s 20      |
| 2000 | Championnats d'Europe en salle | Gand      | 2e       | 200 m   | 23 s 16     |
| 2001 | Championnats du monde en salle | Lisbonne  | 6e       | 200 m   | 23 s 74     |
| 2001 | Championnats du monde          | Edmonton  | 5e       | 200 m   | 23 s 00     |
| 2002 | Championnats d'Europe          | Munich    | 8e       | 100 m   | 11 s 63     |
| 2002 | Championnats d'Europe          | Munich    | 8e       | 200 m   | 23 s 37     |
| 2005 | Jeux méditerranéens            | Bari      | 1re      | 200 m   | 23 s 65     |

### Records
| Épreuve    | Performance | Lieu                          | Date                                  |
| ---------- | ----------- | ----------------------------- | ------------------------------------- |
| 100 mètres | 11 s 21     | Maribor                       | 7 juillet 2001                        |
| 200 mètres | 22 s 76     | Ingolstadt Edmonton Réthymnon | 27 juin 2001 9 août 2001 23 juin 2004 |

| Épreuve    | Performance | Lieu | Date            |
| ---------- | ----------- | ---- | --------------- |
| 60 mètres  | 7 s 20      | Gand | 27 février 2000 |
| 200 mètres | 23 s 16     | Gand | 26 février 2000 |